# Eucomed
Eucomed war die Organisation, die die Interessen der Medizinprodukteindustrie in Europa vertrat. Sie vertritt direkt und indirekt 4.500 Entwickler, Hersteller und Lieferanten von Medizintechnik, die in der Diagnose, Prävention, Behandlung und im Management von Krankheiten und Behinderungen eingesetzt wird. Eucomed vertritt insgesamt 11.000 juristische Personen in Europa. Der Verband ist jetzt Teil von MedTech Europe.

## Struktur
Zu den Mitgliedern gehören 24 nationale Medizintechnikverbände und 62 Medizintechnikunternehmen, die etwa 70 % des europäischen Marktes abdecken. Eucomed verfügt über 65 Expertengruppen. Diese Gruppen befassen sich mit Themen aus den Bereichen Regulierung, Wirtschaft, öffentliche Angelegenheiten, internationale Angelegenheiten und Recht. Eucomed vertritt mehrere Sektoren innerhalb der Medizintechnik wie Augenheilkunde, Herz-Kreislauf-Medizin, Orthopädie, Wundversorgung und Pflege.

## Aktivitäten
Die Hauptaufgabe von Eucomed bestand darin, sich für die Medizinprodukteindustrie auf europäischer Ebene einzusetzen. Sie stand in Kontakt mit politischen Entscheidungsträgern der europäischen Institutionen und der EU-Mitgliedstaaten, mit Patientengruppen und medizinischen Verbänden. Außerdem vertrat sie die Interessen der europäischen Medizinprodukteindustrie in den Beziehungen zu ausländischen Märkten. Eucomed organisierte regelmäßig Treffen und Workshops für Mitglieder und Interessengruppen. Unter anderem setzte sich Eucomed für die Interessen der europäischen Medizinprodukteindustrie bei der Überarbeitung der europäischen Medizinprodukterichtlinie ein.
Eucomed führte umfangreiche Forschungsarbeiten über den europäischen Markt für Medizinprodukte durch. Zusammen mit der LSE und der Universität Bocconi unterstützt Eucomed das EHTI, ein Institut, das sich diesem Zweck widmet.

## MedTech Forum
Die Mitglieder der Allianz MedTech Europe organisieren die größte Konferenz der Gesundheits- und Medizintechnikbranche in Europa, das MedTech Forum. Die Konferenz wird von politischen Entscheidungsträgern, Wissenschaftlern, Patientenvertretern, Angehörigen der Gesundheitsberufe, Akademikern und Vertretern der weltweiten Medizintechnikbranche besucht.